# Rifugio Brigata Tridentina

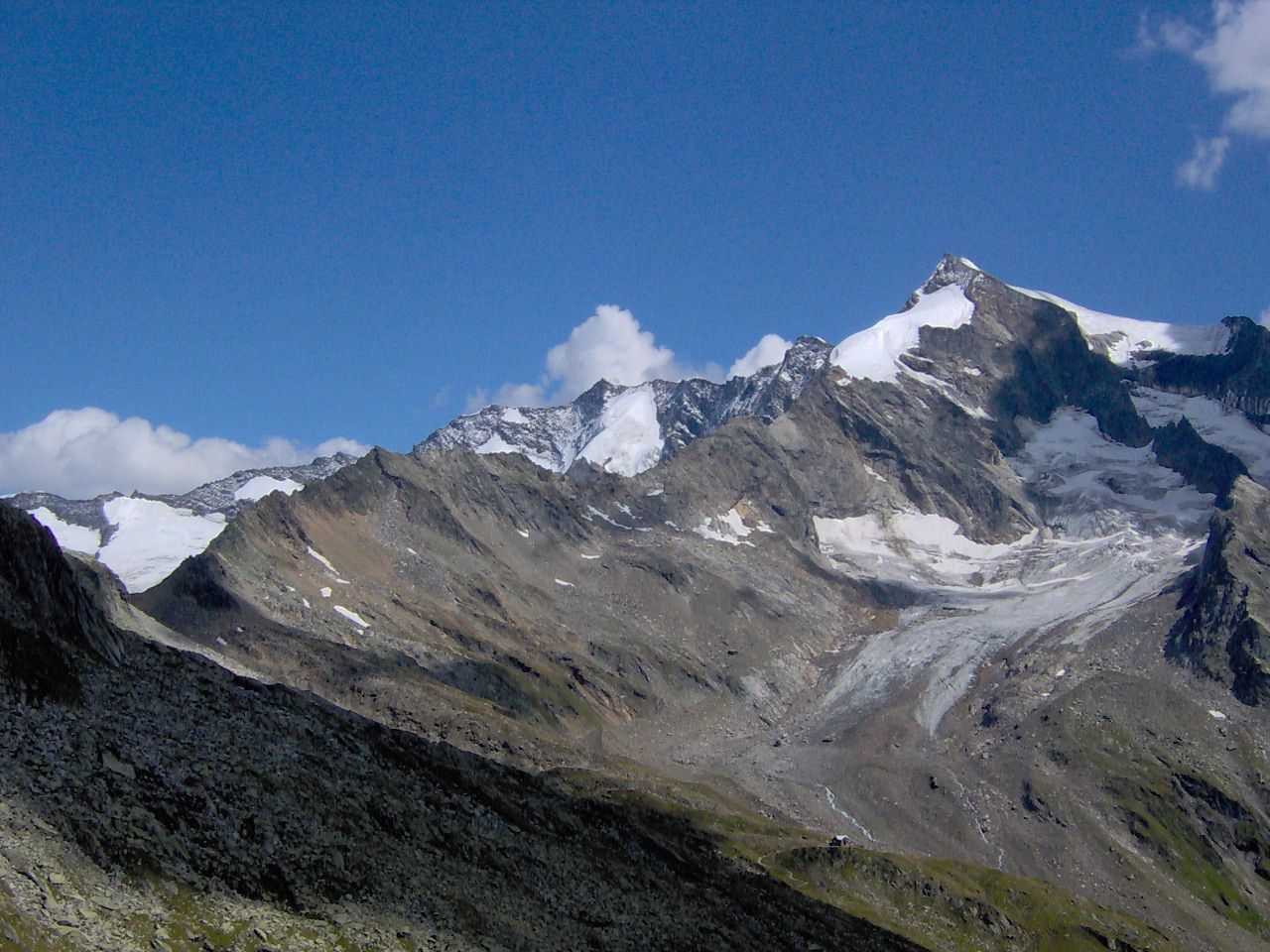
Il rifugio Brigata Tridentina sotto il Picco dei Tre Signori

Il rifugio Brigata Tridentina (già rifugio Forcella del Picco; in tedesco Birnlückenhütte) è un rifugio alpino situato a 2441 metri di altitudine nel comune di Predoi, nella provincia autonoma di Bolzano, al termine della Valle Aurina, nel Parco naturale Vedrette di Ries-Aurina, alla base del Picco dei Tre Signori (3499 m), poco distante dalla Forcella del Picco (2665 m). Il rifugio è di fatto incastonato tra il Parco naturale Vedrette di Ries-Aurina e il Parco Nazionale degli Alti Tauri.

## Storia
Il rifugio fu costruito quale Birnlückenhütte nell'anno 1900 dal locandiere di Casere Alois Voppichler. Venne espropriato da parte del demanio nel 1938 e assegnato al Regio Esercito e poi all'Esercito Italiano, che lo utilizzò come distaccamento dalla Brigata Alpina Tridentina dalla quale mutuò il nome "rifugio Tridentina". Nel 1975 il rifugio venne dato in concessione temporanea alla sezione di Brunico del Club Alpino Italiano (CAI) e ceduto in affitto da quest'ultimo. Dagli anni ottanta viene gestito come rifugio-albergo a conduzione familiare ed è stato restaurato nel 1997.

## Caratteristiche

### Accessibilità
Si raggiunge dopo aver lasciato la macchina nel parcheggio a pagamento nei pressi di Casere, e in circa 3 ore, seguendo il segnavia n. 13.

## Traversate
- Al Rifugio Vetta d'Italia attraverso la Via Vetta d'Italia
- Al Rifugio Plauener Hütte attraverso la Via Vetta d'Italia e la Forcella di Campo. Segnavia 13, 15, 517 e 502; ore 5.45-6.45. difficoltà: E.

## Ascensioni
- Picco dei Tre Signori (3499 m)
- Vetta d'Italia (2912 m)